# Asplenium hostmannii
Asplenium hostmannii är en svartbräkenväxtart som beskrevs av Georg Hans Emmo Wolfgang Hieronymus. Asplenium hostmannii ingår i släktet Asplenium och familjen Aspleniaceae. Inga underarter finns listade.